# 大内淳雅
大内 淳雅（おおうち としまさ、1985年9月24日 - )は、日本のプロボクサー。第45代日本ライトフライ級王者。姫路木下ボクシングジム所属。かつては角海老宝石ボクシングジムに所属していた。兵庫県姫路市出身。

## 来歴
15歳からボクシングを始めた。
姫路木下ボクシングジムからデビューした2003年7月25日の試合は2回KO勝ちするも、2年後の試合でプロ初黒星。翌2006年、角海老宝石ボクシングジムに移籍。
そして2012年9月26日、川崎市とどろきアリーナで日本ライトフライ級王者黒田雅之と日本ライトフライ級タイトルマッチを行い、10回1-1（97-93、94-96、95-95）ドローで日本王座獲得に失敗。翌2013年10月19日、後楽園ホールにて行われた日本タイトル挑戦権獲得トーナメント「最強後楽園」のライトフライ級決勝戦で日本3位・OPBF11位の堀川謙一と戦い、0-2（75-78、76-77、76-76）の判定勝ちで日本王座挑戦権獲得ならず。2014年、姫路木下ボクシングジムに復帰。
また2016年8月7日、大阪府立体育会館で日本ライトフライ級王者寺地拳四朗と日本ライトフライ級タイトルマッチ及びOPBF東洋太平洋ライトフライ級王座決定戦を行い、12回判定負けで日本・OPBF王座獲得ならず。
翌2017年、引退するも、目の怪我が治って復帰。
翌2020年12月26日、刈谷市あいおいホールで日本ライトフライ級王者矢吹正道と日本ライトフライ級タイトルマッチを行い、10回0-3（99-100、91-99x2）の判定負けで日本王座獲得に失敗。
さらに2022年3月5日、後楽園ホールにて前戦判定で敗れていた日本ライトフライ級王者岩田翔吉と日本ライトフライ級タイトルマッチとして再戦し、1回1分12秒TKO負けで日本王座獲得に失敗。
その後2023年4月23日、堺市産業振興センターで元WBOアジアパシフィックライトフライ級王者冨田大樹と日本ライトフライ級王座決定戦を行う予定だったが、冨田の棄権で中止。同年8月5日、神戸市立中央体育館で日本ライトフライ級1位の芝力人と日本ライトフライ級王座決定戦を行い、8回1分55秒TKO勝ちにて5度目の正直で日本王座獲得に成功。
2023年12月17日、神戸ポートピアホテルで日本ライトフライ級1位川満俊輝と日本ライトフライ級タイトルマッチを行い、2回1分TKO負けを喫し王座から陥落した。

## 戦績
- プロ - 39戦23勝13敗3分(9KO)

## 獲得タイトル
- 第45代日本ライトフライ級王座（防衛0）